# Akito Takagi
Akito Takagi (髙木 彰人 Takagi Akito?), född 4 augusti 1997, är en japansk fotbollsspelare.
I maj 2017 blev han uttagen i Japans trupp till U20-världsmästerskapet 2017.